# Fasciosminthurus melanocephalus
Fasciosminthurus melanocephalus is een springstaartensoort uit de familie van de Bourletiellidae. De wetenschappelijke naam van de soort is voor het eerst geldig gepubliceerd in 1966 door Dallai.